# Тюр
Тюр, Тир или Тиу (др.-сканд. Týr, также Ziu) в германо-скандинавской мифологии — однорукий бог чести и войны. Один из асов, сын Одина и великанши, сестры Гимира.
Тюр лишился руки, когда асы решили сковать огромного волка Фенрира волшебной цепью Глейпнир. По одной из версий, Тюр вложил свою руку в пасть Фенрира в знак отсутствия недобрых намерений. Когда волк не смог освободиться, он откусил руку Тюра. В соответствии с эсхатологическими мифами викингов, в день Рагнарёка Тюр будет сражаться с чудовищным псом Гармом, и они убьют друг друга.
Имя Тиу исследователи соотносят с реконструированным именем общеиндоевропейского верховного бога, владыки небес (*Dyeus, ср. Зевс, Дьяус, Дэва, лат. Deus «бог»). Предполагается, что Тиу был вытеснен из этой ипостаси Одином.
Именем этого бога в германских  языках было заменено имя римского бога Марса в названии вторника (лат. Martis dies) — норв. Tirsdag, англ. Tuesday:181.